# ناديادوالا غراندسون إنترتينمنت
ناديادوالا غراندسون إنترتينمنت (بالإنجليزية: Nadiadwala Grandson Entertainment Pvt Ltd)‏ هي شركة إنتاج أفلام هندية مقرها مومباي.
تعمل عائلة ناديادوالا في مجال إنتاج الأفلام منذ عام 1955؛ واستمرارًا لهذا الإرث، أسس ساجد ناديادوالا الشركة في عام 2005.   الشركة هي جزء من صناعة الأفلام الهندية التي تشارك في الأفلام السينمائية والإذاعة والتلفزيون وغيرها من أنشطة الترفيه. راكيش مادوترا هو الرئيس التنفيذي الحالي للشركة.  

## خلفية
عائلة ناديادوالا، التي هاجرت إلى مومباي من نادياد، منطقة خيدا (كجرات)،  عملت في صناعة السينما لثلاثة أجيال، بدءًا من إيه كيه ناديادوالا، يليه ابنه سليمان ناديادوالا والآن الحفيد ساجد ناديادوالا. وهم يحتفلون حاليًا بمرور 63 عامًا على وجودهم في صناعة السينما.  كان أول فيلم تم إنتاجه تحت تراثهم هو فيلم المفتش (1956) للمخرج عبد الكريم ناديادوالا. وتابع أيضًا إنتاج أفلام مثل تاج محل (1963) وشيتراليخا (1964). 